# Zytek
Zytek Group Ltd. – brytyjskie przedsiębiorstwo samochodowe założone w 1981 roku z bazami w Fradley i Repton. Grupa Zytek dzieli się na dwa oddziały: Zytek Automotive z bazą w Fradley w hrabstwie Staffordshire oraz Zytek Engineering z bazą w Repton w Derbyshire.
Zytek Automotive zajmuje się inżynierią układu napędowego pojazdu. Projektuje, rozwija i integruje silniki elektryczne w zakresie samochodów osobowych i dostawczych. Firma jest autorem projektów silników dla samochodów Smart Fortwo. Firma wraz z przedsiębiorstwem Gordona Murraya opracowała elektryczny 3-osobowy samochód miejski Gordon Murray T.27.
Zytek Engineering jest marką Grupy Zytek w wyścigach samochodowych. Ekipa Zytek Engineering pojawia się w stawce wyścigów długodystansowych, między innymi w Le Mans Endurance Series, 24-godzinnym wyścigu Le Mans, American Le Mans Series oraz Le Mans Series. W latach 90. ekipa współpracowała z zespołem Formuły 3000 Jordan Grand Prix.
W 2002 roku Zytek wykupił część Reynard Motorsport. Firma rozpoczęła działalność  jako konstruktor samochodów wyścigowych. Stała się właścicielem prototypów Reynarda wykorzystywanych w 24-godzinnym wyścigu Le Mans, które w kolejnych latach rozwijała (Zytek 04S, Zytek 06S, Zytek 07S, Ginetta-Zytek GZ09S).
Zytek jest także dostawcą silników dla wielu serii wyścigowych, między innymi dla Formuły Renault 3.5.